# 莱彻 (南达科他州)
莱彻（英語：Letcher），是美国南达科他州下属的一座城市。根据2010年美国人口普查，该市有人口176人。论人口在本州排行第190。